# Catedrala Întrupării, Encarnación
Catedrala Întrupării este o catedrală romano-catolică situată în centrul orașului Encarnación, capitala departamentului Itapúa din sudul Paraguayului.
Structura actuală datează din 1913, când a început construcția sa, care a continuat între 1928 și 1938, când catedrala a fost inaugurată. A restabilit istoria altor biserici precum cea din 1718 din actuala Plaza de Armas și alta din 1848 aflată în același loc. La aniversarea bicentenarului Paraguayului, care a avut loc în 2011, au fost realizate lucrări de îmbunătățire a sistemului de iluminare.
Pastorul bisericii este episcopul Francisco Javier Pistilli Scorzara.